# Shahrud
Shahrud (persiska: شاهرود) är en stad i provinsen Semnan i norra Iran. Shahrud är provinsens näst största stad med cirka 150 000 invånare. Staden är belägen på en höjd av cirka 1 345 meter över havet. I utkanten av Shahrud finns, sedan 1998, Iranska rymdstyrelsens viktigaste uppskjutningsplats för testning av ballistiska robotar.